# Bezzia biannulata
Bezzia biannulata är en tvåvingeart som beskrevs av Wirth 1952. Bezzia biannulata ingår i släktet Bezzia och familjen svidknott. Inga underarter finns listade i Catalogue of Life.